# 4.º L. P. (álbum de León Gieco)
4.º L. P. es el cuarto álbum de estudio del cantautor argentino León Gieco, lanzado en el año 1979 por el sello Sazam, y producido por Oscar López.
El disco incluye "Solo le pido a Dios" como primer tema, posiblemente la más célebre canción de Gieco, además de contener otro éxito como "Cachito el campeón de Corrientes" y tres temas que habían quedado fuera de su álbum anterior El fantasma de Canterville, registrados en vivo en el Estadio Luna Park de Buenos Aires durante un recital a beneficio de la "Genética Humana" el 28 de julio de 1978. Luego de grabar este álbum, Gieco decidió probar suerte en el exterior, pero el exilio duró muy poco. En pocos meses recorrió Latinoamérica, Estados Unidos, algo de Europa, pero no logró asentarse en ningún lugar, no pudo con el desarraigo y la depresión que lo consumía.  Volvió al país en 1979 y editó su cuarto disco que llamó, simplemente, 4.º L. P..

## Grabación
León Gieco ya tenía elegido el tracklist de su cuarto disco, que se disponía a grabar en los meses de invierno de 1978. Una de esas noches, mientras el músico grababa y arreglaba su disco en el estudio de grabación apareció Dino Saluzzi, que era un conocido bandoneonista que había participado en la canción "Cachito el campeón de Corrientes". Debido a una confusión con un familiar de Saluzzi, el bandeonista había entendido que Gieco lo quería de vuelta en el estudio para grabar alguna canción, lo cual era falso porque Gieco ya tenía listo el disco. Luego de que el músico le contara lo sucedido al bandoneonista salteño, este le pidió a Gieco alguna canción para poder grabar y así sacar sus ganas de tocar porque el viaje a Buenos Aires "por las puras" lo tenía algo enfurecido.
Para ello, León buscó una vieja canción que había desechado por "aburrida y monótona" que llevaba como título "Solo le pido a Dios" y se la interpretó a Saluzzi para que improvisara algo mientras el productor Amílcar Gilabert grababa la toma para ver qué podían hacer. La interpretación salió casi perfecta, tanto que Gieco quedó impactado con la fuerza que había tomado la canción. Luego de eso, la interpretaron por segunda vez con algunos cambios en la tonalidad y el resultado fue un poco mejor que el anterior. Pero Gieco decidió conservar la magia de la primera improvisación y decidió colocar esa en el disco. Para darle más fuerza a su decisión, justo en el momento en que escuchaba el tema, apareció en el estudio Charly García, quien quedó impactado y le dijo a León Gieco algo así como: "Che, está rebuena esta canción, dejala así no más...". Así nacía "Solo le pido a Dios", que luego se convirtió en su creación más trascendente.

Para Gieco, 1978 fue un verano difícil. Había empezado a beber más de la cuenta, consumía drogas y se sentía cada vez más inseguro, amenazado. Una tarde de marzo, alguien lo llamó por teléfono para avisarle que se cuidara, que los Servicios sabían a qué jardín de infantes iba su hija Liza.
 Cuenta Sergio Pujol en el libro Rock y Dictadura.

La censura que había sufrido en su disco anterior, increíblemente esta vez no influyó sobre ninguna de las canciones de este disco. "La historia ésta", “Canción de amor para Francisca” y “Tema de los mosquitos” tres canciones que habían sido censuradas en su álbum anterior, fueron incorporadas en éste en versiones grabadas en vivo sin ser censuradas y tuvieron así una segunda oportunidad. 

## Lista de canciones
Todas las canciones escritas y compuestas por León Gieco. 
| Lado A |                                    |          |  |
| N.º    | Título                             | Duración |  |
| 1.     | «Solo le pido a Dios»              | 5:06     |  |
| 2.     | «El que queda solo»                | 3:23     |  |
| 3.     | «Dice el inmigrante»               | 3:47     |  |
| 4.     | «Ya soy un croto»                  | 4:41     |  |
| 5.     | «Cachito el campeón de Corrientes» | 3:44     |  |

| Lado B |                                                                            |          |  |
| N.º    | Título                                                                     | Duración |  |
| 6.     | «Un poco de comprensión»                                                   | 3:16     |  |
| 7.     | «Continentes en silencio»                                                  | 3:40     |  |
| 8.     | «La historia ésta» (Grabado en vivo en el Estadio Luna Park)               | 4:53     |  |
| 9.     | «Canción de amor para Francisca» (Grabado en vivo en el Estadio Luna Park) | 3:02     |  |
| 10.    | «Tema de los mosquitos» (Grabado en vivo en el Estadio Luna Park)          | 4:00     |  |
| 40:41  |                                                                            |          |  |

## Personal
- León Gieco: Guitarras, armónica y voz.
- Dino Saluzzi: Bandoneón.
- Jorge Cumbo: Quena y quenacho.
- Oski Amante: Bombo, percusión, guitarra y voz.
- Nito Mestre y María Rosa Yorio: Coros.
- Charly García: Piano.
- Oscar Moro: Batería.
- Willy Campins: Bajo y voz.
- Alfredo Toth: Bajos.
- Rodolfo Gorosito: Guitarra eléctrica.
- Sergio Polizzi: Violín.
- Luis Borda: Guitarra.

## Ficha técnica
- Grabación: Marcelo Chivaler.
- Mezcla: Marcelo Chivaler, Oski Amante, León Gieco.
- Producción: Oscar López.
- Arte - Dirección: Rodolfo Bozzolo.
- Idea: Oscar López y León Gieco.
- Escrituras: Laura Pietra.
- Fotos - Tapa: Horacio Rezza.
- Fotos - Interior: Hugo Ropero.
- Grabación en vivo: Juan Carlos Mera, Luis Perrussi.